# Borte
Borte (també apareix com Borté) o Börta Ujin (nascuda vers el 1162) fou la primera dona de Genguis Kan (+1227). Era filla de Dai-Setchen i de Tchotan
El pare de Genguis Kan, Yesugei, va concertar el matrimoni d'aquest amb Borte abans de morir vers el 1167, però la caiguda en desgràcia de la família semblava que ho faria impossible. El jove Temujin (nom de naixença de Genguis Kan) va redreçar la situació i de mica en mica va sortir de la misèria; llavors va demanar al cap de la tribu qongirat, Dai-Setchen, la mà de la seva filla tal com s'havia convingut. Dai-Setchen hi va accedir i li va donar com a dot unes pells de llúdries negres.
Un dia Temujin fou sorprès per una banda de mongols markit dirigits per un cap de nom Toqto'a-bäki (o Toktagha) i la seva dona Borte va ser feta presonera; llavors va obtenir l'ajut d'un cap mongol, Djamuqa del djadjirat, i del seu senyor Togrul Khan dels kerait; els markit foren derrotats a la vora del Bu'ura, afluent del Selenga i van haver d'entregar a la presonera; havien passat vuit mesos i en ser alliberada Borte va donar a llum a un fill, Jotxi, i Temujin no va voler saber si era fill seu o d'un dels segrestadors markit (concretament del markit Tchilgerboko). Aquest dubte va tenir un efecte notable en el paper de la descendència de Jotxi en la història.
Borte va aconsellar a Genguis Kan de desfer-se del xaman Koktchu (fill del padrastre del gran kan), consell que fou seguit.
Fou la mare de Jotxi, Txagatai, Ogodei i Tului.
Les seves filles foren: 
- Khojen Beki, la gran, promesa de Tusakha, fill de Senggum, i net de Wang Khan, kan dels kerait; es va casar amb Botu, de la tribu ikire que abans havia estat casat amb la germana de Genguis Kan, Temulun o Temulin
- Alaqai Beki, casada amb Alaqush Digit Quri, cap dels ongut tribe; i després al seu nebot i hereu Jingue; i finalment al seu fillastre Boyaohe
- Tümelün, casada amb Chigu, fill d'Anchen, fill de Dei Sechen (pare de Börte)
- Altalün, casada primer amb Olar, cap de la tribu olqunu'ut; després al seu fillastre Taichu
- Checheyigen, casada amb Törölchi, fill de Quduka beki, noble de la tribu oirat.

Només els fills de Borte tenien dret a la successió però altres dones del gran kan van rebre honors, terres, comandaments, i soldats.